# Петрова Галина Леонідівна
Гали́на Леонідівна Петро́ва (народ. 22 грудня 1956, Тамбов, Тамбовська область, РСФСР, СРСР) — радянська і російська актриса театру і кіно. Заслужена артистка Російської Федерації (1997)

## Біографія
Галина Петрова народилась 22 грудня 1956 року в Тамбові.
Після закінчення середньої школи, в 1974 році, Галина приїхала в Москву, подала документи в усі театральні училища, але далі другого відбіркового туру ніде не пройшла. Пізніше, влаштувалася на місце костюмера в Тамбовському драматичному театрі, де пропрацювала один рік.
В 1975 році Галина Петрова вступила на акторський факультет РІТМу (курс Андрія Олексійовича Попова). Будучи студенткою, грала в Московскому драматичному театрі імені К. С. Станіславського.
В 1979 році, зразу після закінчення Російського інституту театрального мистецтва імені А. В. Луначарського (РІТМу), прийнята в трупу Московского державного театру «Современник». Актриса зайнята в таких спектаклях театру, як «Ревізор» по однойменній п'єсі М. В. Гоголя (Марія Антонівна), «Вишневий сад» по однойменній п'єсі А. П. Чехова (Шарлотта), «Віндзорські насмішниці» по п'єсі «Віндзорські насмішниці» Вільяма Шекспіра (місіс Пейдж)
Галина Леонідівна Петрова — одна з провідних актрис театру «Современник».

## Фільмографія
(неповна)
- 1988 — «Загадка.Разгадка»
- 1989 — «Дежа Вю»
- 1990 — «Геть огіркового короля»